# Park 800-lecia Opola
Park 800-lecia Opola, česky lze přeložit jako Park 800 let Opolí, je městský park v části Nadodrze (Nadodří) města Opole (Opolí) v okrese Opole v Opolském vojvodství v jižním Polsku. Geograficky leží v údolí Pradolina Wrocławska v Horním Slezsku.

## Historie a popis parku
Park 800-lecia Opola se nachází u říčního ostrova Bolko v blízkosti Zoo Opole a parku Park Miejski na Wyspie Bolko. Je to novodobý osvětlený areál mezi řekou Odrou a jejími kanály kanál Ulgi a kanál Wiński, který byl otevřen v roce 2020. Park nabízí stezky pro pěší, cyklisty, běžce a in-line bruslaře, informační vzdělávací tabule, moderní a největší dětské hřiště v Opole, rodinnou a volnočasovou zónu. Vše je obklopeno zelení, stromy, keři a v teplejších ročních obdobích také květinami. Je zde vysázeno přibližně 3000 stromů. Celek doplňuje a zkrášluje velká květinová louka a centrální části parku s náměstím Skwer Opolan, který připomíná významné obyvatele Opole.

## Další informace
Park je celoročně volně přístupný a u parku se nachází také parkoviště.